# Leteči tanker
Leteči tanker je vrsta vojaškega letala, ki je namenjeno oskrbovanju drugih letal oziroma helikopterjev z gorivom v zraku.
Pogojno leteče tankerje prištevamo k taktičnim transportnim letalom, saj imajo leteči tankerji preurejen trasportni prostor v cisterno/e; edina razlika je poseben sistem za pretakanje goriva.
Leteči tankerji uporabljajo dva različna sistema za dotakanje goriva:
- Sistem s teleskopsko cevjo uporablja posebno cev, nameščeno na zadnji strani tankerja. Letalo, ki želi dotočiti gorivo, se mora postaviti za tankerjem v ustrezni oddaljenosti, pri čemer si pomaga z lučmi na trebuhu tankerja, ali po potrebi tudi z navodili člana posadke, ki upravlja s cevjo za dotok goriva. Slednji potem iztegne cev in vzpostavi stik z odprtino za dotakanje goriva. Sistem omogoča veliko hitrost dotakanja goriva, kar je uporabno predvsem za bombnike in ostala večja letala z večjimi tanki za gorivo. Pomanjkljivost tega sistema je, da prenos goriva manjšim letalom ne more potekati tako hitro, poleg tega pa je možno dotakati gorivo le enemu letalu naenkrat.
- Sistem z gibljivo cevjo uporablja gibljivo cev, na koncu katere je posebna košara, ki služi za stabilizacijo cevi v zračnem toku.  Tu mora letalo, ki želi dotočiti gorivo, samo vzpostaviti stik s cevjo, zato metoda ni primerna za manj okretna letala. Hitrost pretoka goriva je manjša, kot pri prejšnji metodi, vendar je na enem tankerju možno namestiti več takih sistemov, kar omogoča dotakanje goriva več letalom naenkrat. Zaradi zasnove sistema je ta princip nekoliko bolj občutljiv na napake pilota, saj je vzpostavitev stika s cevjo v manj ugodnih vremenskih razmerah zaradi nemirnega ozračja težje, lahko pa pride tudi do poškodbe cevi ali letala, ki dotaka gorivo (če cev udari po njem).

Počasnejši turbopropelerski KC-130 Hercules se lahko uporablja za prečrpavanjem goriva helikopterjem.
Komercialna potniška letala ne uporabljajo prečrpavanja goriva v zraku. Razlog za to je predvsem varnost, letala morajo leteti zelo blizu skupaj, obstaja nevarnost trčenja. Poleg tega je prečrpavanje v slabem vremenu težavno in gorivo je vnetljivo.